# Sneeuwwitte kaaszwam
De sneeuwwitte kaaszwam (Tyromyces chioneus) is een schimmel uit de familie Incrustoporiaceae. Hij leeft saprotroof op takken en stammen van loofbomen. Hij is bekend van berk (Betula), eik (Quercus), Fagus, populier (Populus). Hij komt het meest voor in loofbossen en gemengde bossen op zandgrond. Hij veroorzaakt witrot.

## Kenmerken

### Uiterlijke kenmerken
De vruchtlichamen zijn halfrond of bijna cirkelvormig, afmeting 2-8 × 3-10 cm, dikte 1-3,5 cm. Het bovenoppervlak is aanvankelijk wit voordat het veroudert tot geelachtig of grijsachtig, en heeft een textuur die varieert van glad tot tomentose. De onderkant heeft witte tot crèmekleurige, ronde tot hoekige poriën van 3–4 per millimeter. Het vlees is zacht en vlezig als het jong is, maar wordt hard en broos als het ouder wordt of als het droog is. Het heeft een milde of onduidelijke smaak en een aangename geur.
De soort is oneetbaar.
De sporenprint is wit.

### Microscopische kenmerken
De sporen zijn glad, cilindrisch, hyaliene, met afmetingen van 4–5 × 1,5–2 µm. Onder invloed van KOH worden ze glazig. De basidia zijn 4-sporig, knotsvormig en meten 10–15 × 4–5 µm; Ze hebben een gesp aan hun basis. Het heeft een dimitisch hyfensysteem en bestaat uit generatieve en skelethyfen. De generatieve hyfen hebben gespen en zijn complex vertakt. De skelethyfen zijn daarentegen dikwandig, zelden vertakt en hebben een diameter van 2-4,5 µm. Hoewel cystiden afwezig zijn in het hymenium, zijn er gefuseerde cystidiolen (onrijpe cystiden) van 15-20 × 4-5 µm.

## Verspreiding
Het is een wijdverspreide schimmel en heeft een circumpolair verspreidingsgebied in gematigde boreale dennenbossen van Azië, Europa en Noord-Amerika.
In Nederland komt de sneeuwwitte kaaszwam algemeen voor. Hij staat niet op de rode lijst en is niet bedreigd.

## Naamgeving
De soort werd voor het eerst beschreven als Polyporus chioneus door Elias Fries in 1815. In 1881 werd hij door Petter Karsten overgebracht naar het geslacht Tyromyces. Tyromyces chioneus is de typesoort van Tyromyces. De soortaanduiding chioneus betekent "sneeuw", verwijzend naar de witte kleur.